# سیارک ۲۹۰۷

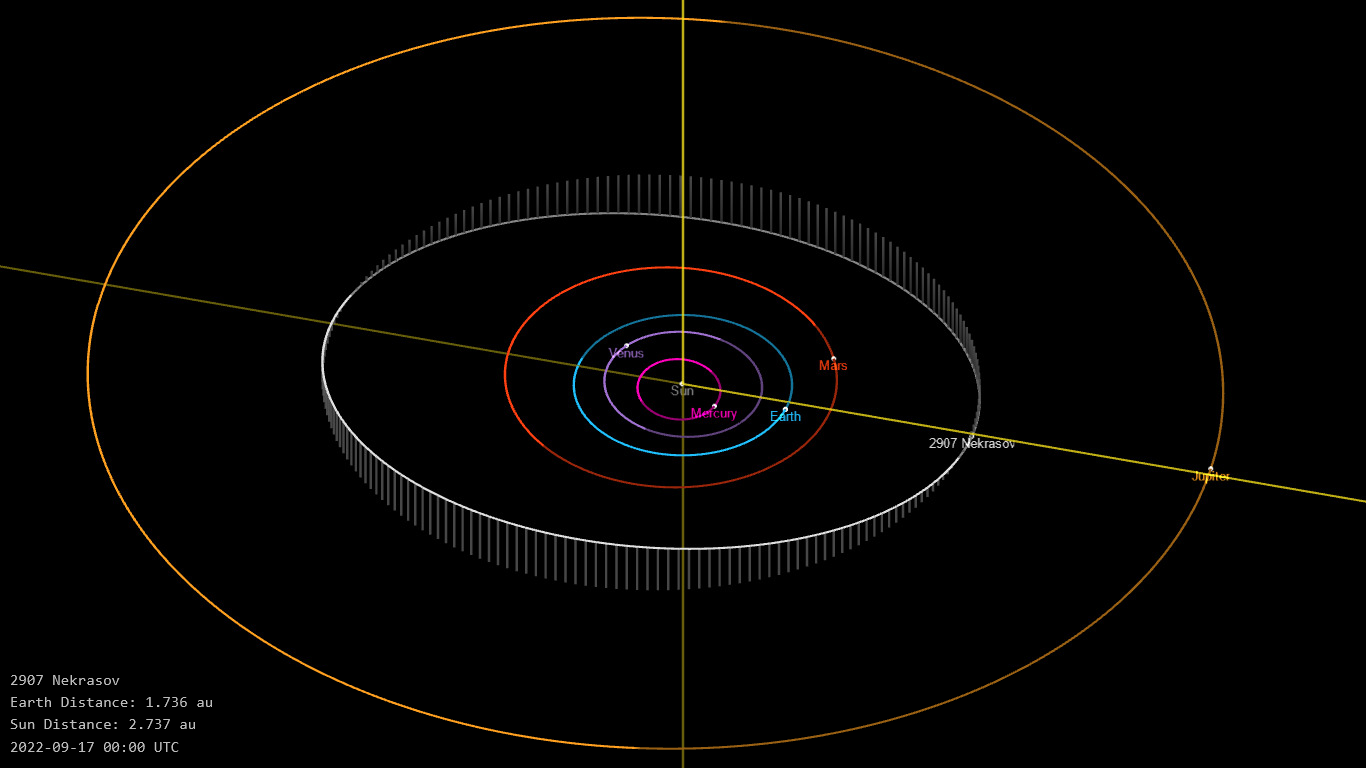
نگاره‌ای از محل سیارک ۲۹۰۷ در مدار - ۲۰۲۲

سیارک ۲۹۰۷ (به انگلیسی: 2907 Nekrasov، نامگذاری:1975TT2) دو هزار و نهصد و هفتمین سیارک کشف شده‌است که در ۳ اکتبر ۱۹۷۵ کشف شد.
قدر مطلق سیارک برابر ۱۱٫۵۰ است.